# Ананьєв Андрій Олександрович
Андрі́й Олекса́ндрович Ана́ньєв (рос. Андрей Александрович Ананьев) — російський літературознавець, автор спогадів про Тараса Шевченка.

## Біографічні відомості
Із Тарасом Шевченком Андрій Ананьєв познайомився в Петербурзі після повернення поета із заслання.
У спогадах Ананьєва, надрукованих 1930 року його сином у журналі «Україна» (№ 3—4), йдеться про виступи поета на літературних читаннях у Пасажі, зустрічі й розмови з ним. У спогодах є неточності.